# Tari

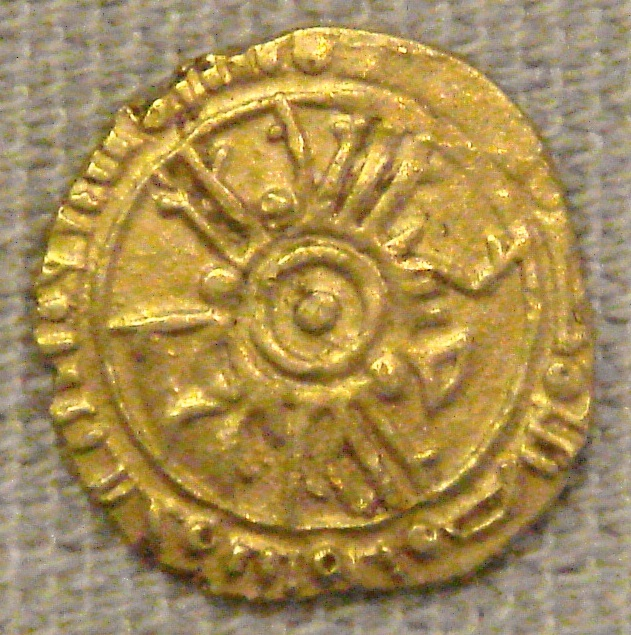
Tari de r. de Palermo com inscrições em pseudo-cúfico

Tari (em árabe: طري; lit. "nova" ou "dinheiro recém-emitido") foi uma designação cristã dum tipo de moeda de ouro de origem islâmica emitida na Sicília, Malta e Sul da Itália de cerca de 913 até 1859. No mundo islâmico era designada sob o nome rubai, ou quarto de Dinar, com peso de 1,05 g de ouro. Era cunhado pelos muçulmanos na Sicília, diferente dos governantes muçulmanos do Norte da África, que preferiram o dinar maior e seu ouro, proveniente da África, era obtido em Misrata ou Túnis em troca de grãos. Com o tempo, no entanto, tornou-se amplamente popular por ser menor e, portanto, mais conveniente que o dinar maior com 4,25 g.
O Tari esteve tão disseminado que era feito no Sul da Itália (Amalfi e Salerno) em meados do século X com imitações ilegíveis do árabe com "pseudo-cúfico". Quando os normandos invadiram a Sicília no século XII, emitiram taris portando legendas em árabe e latim; Rogério II de Sicília (r. 1130–1154), ao emitir tais moedas, torna-se o único governante ocidental naquele tempo a cunhar moedas de ouro. Seus títulos eram de 16 ⅓ quilates, com alguma adjunction de prata e cobre. Os taris também foram produzidos pela dinastia de Hohenstaufen e os primeiros angevinos.